# John Boyne
 (novembre 2019).
Si vous disposez d'ouvrages ou d'articles de référence ou si vous connaissez des sites web de qualité traitant du thème abordé ici, merci de compléter l'article en donnant les références utiles à sa vérifiabilité et en les liant à la section « Notes et références ».
John Boyne, né le 30 avril 1971 à Dublin, est un écrivain irlandais.

## Biographie
Né à Dublin en 1971, John Boyne étudie la littérature anglaise au Trinity College de Dublin et l'écriture créative à l'université d'East Anglia, située à Norwich, où il reçoit le prix Curtis-Brown. 
Il amorce une carrière d'écrivain et publie des romans pour adultes et des romans pour adolescents, notamment en 2006, Le Garçon en pyjama rayé (The Boy in the Striped Pyjamas), roman qui devient no 1 du New York Times Bestseller List et se vend à plus de 6 millions d'exemplaires dans le monde, avant d'être adapté au cinéma, sous le titre Le Garçon au pyjama rayé (The Boy in the Striped Pyjamas) en 2008 par le réalisateur Mark Herman pour le compte de la société de production Miramax. 
Il est un critique littéraire régulier pour The Irish Times et a été un des juges pour les deux prix littéraires Hennessy et le Prix International IMPAC Dublin Literary, outre le fait d'avoir assumé la présidence du jury du Prix 2015 de la Banque Scotia Giller.
En 2012, il reçoit le Hennessy littéraire Hall of Fame Award pour son œuvre. Il remporte aussi 3 Book Awards irlandais du livre pour enfants de l'année, le Choix du livre populaire de l'année et Short Story of the Year. Il a gagné plusieurs prix, y compris des prix littéraires internationaux, le Prix Qué Leer de l'année en Espagne et le Prix Gustav-Heinemann Paix en Allemagne. 
En 2015, il reçoit un doctorat honorifique en Lettres de l'université d'East Anglia.
Ses romans sont publiés dans 51 langues.

## Œuvre

### Romans
- (en) The Thief of Time, 2000
- (en) The Congress of Rough Riders, 2001
- (en) Next of Kin, 2006
- (en) Mutiny On The Bounty, 2008
- La Maison Ipatiev, L'Archipel, 2012 ((en) The House of Special Purpose, 2009)Rééditions sous le titre Ne m'appelle plus Anastasia, France-Loisirs, 2011 (ISBN 978-2-298-04527-7), puis sous le titre La Maison des intentions particulières, Pocket no 15658, 2016 (ISBN 978-2-266-24038-3)
- Le Secret de Tristan Sadler, L'Archipel, 2015 ((en) The Absolutist, 2011)
- (en) This House Is Haunted, 2013
- Il n'est pire aveugle, JC Lattès, 2021 ((en) A History of Loneliness, 2014), trad. Sophie Aslanides  (ISBN 978-2-7096-6539-1)
- Les Fureurs invisibles du cœur, JC Lattès, 2018 ((en) The Heart's Invisible Furies, 2017), trad. Sophie Aslanides  (ISBN 978-2-7096-5977-2)
- L'audacieux Monsieur Swift, JC Lattès, 2020 ((en) A Ladder to the sky, 2018), trad. Sophie Aslanides  (ISBN 978-2-7096-6540-7)
- Le syndrome du canal carpien, JC Lattès, 2022 ((en) The Echo Chamber, 2021), trad. Sophie Aslanides  (ISBN 978-2-7096-6950-4)
- La vie en fuite, JC Lattès, 2023 ((en) All the broken places, 2022), trad. Sophie Aslanides  (ISBN 978-2-7096-7063-0)

### Romans pour la jeunesse
- Le Garçon en pyjama rayé, Gallimard Jeunesse, coll. « Folio Junior », 2009 ((en) The Boy in the Striped Pyjamas, 2006)Réédition aux éditions Gallimard, coll. « Folioplus classiques » no 279, 2015  (ISBN 978-2-07-046318-3)
- Noé Nectar et son voyage étrange, Gallimard Jeunesse, 2012 ((en) Noah Barleywater Runs Away, 2010)Illustré par Oliver Jeffers
- Barnabé ou la Vie en l'air, Gallimard Jeunesse, 2014 ((en) The Terrible Thing That Happened To Barnaby Brocket, 2012)Illustré par Oliver Jeffers
- Mon père est parti à la guerre, Gallimard Jeunesse, 2014 ((en) Stay Where You Are And Then Leave, 2014)
- Le Garçon au sommet de la montagne, Gallimard Jeunesse, 2016 ((en) The Boy at the Top of the Mountain, Doubleday Children's, 2015)

- (en) My Brother’s Name is Jessica, 2019

Le garçon en pyjama rayé et Le garçon au sommet de la montagne figurent sur la liste des œuvres recommandées par le Ministère de l'Éducation nationale français pour les collégiens.

### Recueils de nouvelles
- (en) Beneath The Earth, 2015

### Nouvelles
- (en) Crippen, 2004
- (en) The Red Sky, 2007
- (en) The Second Child, 2008
- (en) The Dare, 2009

## Adaptation cinématographique
- 2008 : Le Garçon au pyjama rayé (The Boy in the Striped Pyjamas), film britannico-américain réalisé par Mark Herman, adaptation du roman éponyme.

## Controverse
Son dernier roman jeunesse paru en 2019, My Brother's Name is Jessica, porte sur une adolescente transgenre racontée par son frère. Dans un article paru dans le Irish times, il a créé une polémique en rejetant le terme « cis » qui désigne les personnes non « trans », ce qui a déclenché de violentes critiques sur les réseaux sociaux, notamment sur Twitter, de la part d'activistes qui y ont vu une attaque contre la communauté transgenre.